# Defelê Futebol Clube
El Defelê Futebol Clube fue un equipo de fútbol de Brasil que jugó en el Campeonato Brasileño de Serie A, la primera división de fútbol en el país.

## Historia
Fue fundado el 25 de diciembre de 1959 en la capital Brasilia del Distrito Federal de Brasil como el equipo representante de la Companhia Energética de Brasilia de Novacap. Al año siguiente se integró al campeonato Brasiliense del cual salió campeón, el primero de tres títulos que el club ganó de manera consecutiva.
En 1963 participó por primera y única vez en el Campeonato Brasileño de Serie A, la primera división nacional, luego de que se implementara el profesionalismo en el fútbol del Distrito Federal de Brasil, donde fue eliminado en la primera ronda del grupo sur por el Vila Nova Futebol Clube del estado de Goiás al perder 0-2 en el partido de ida y 0-3 en el de vuelta para finalizar en el lugar 18 entre 20 equipos.
En 1968 fue campeón estatal por cuarta ocasión, primer título estatal en la era profesional, venciendo en la final al Rabello Futebol Clube. En la temporada de 1970 el club perdió todos sus partidos y como la empresa Novacap dejó de apoyar al club y desaparece al finalizar la temporada.

## Palmarés
- Campeonato Brasiliense: 4

1960, 1961, 1962, 1968

## Rivalidades
Su principal rival fue el Rabello Futebol Clube, rivalidad que fue la mayor en el Distrito Federal de Brasil durante la década de los años 1960 en la que ambos equipos eran los que peleaban por los campeonatos estatales en aquellos años.